# Astragalus czorochensis
Astragalus czorochensis es una especie de planta del género Astragalus, de la familia de las leguminosas, orden Fabales.

## Distribución
Astragalus czorochensis se distribuye por Turquía (Kars y Trabzon).

## Taxonomía
Fue descrita científicamente por Charadze. Fue publicada en Bull. Acad. Sci. Georg. SSR iii. 462 (1942).